# Prélude de choral

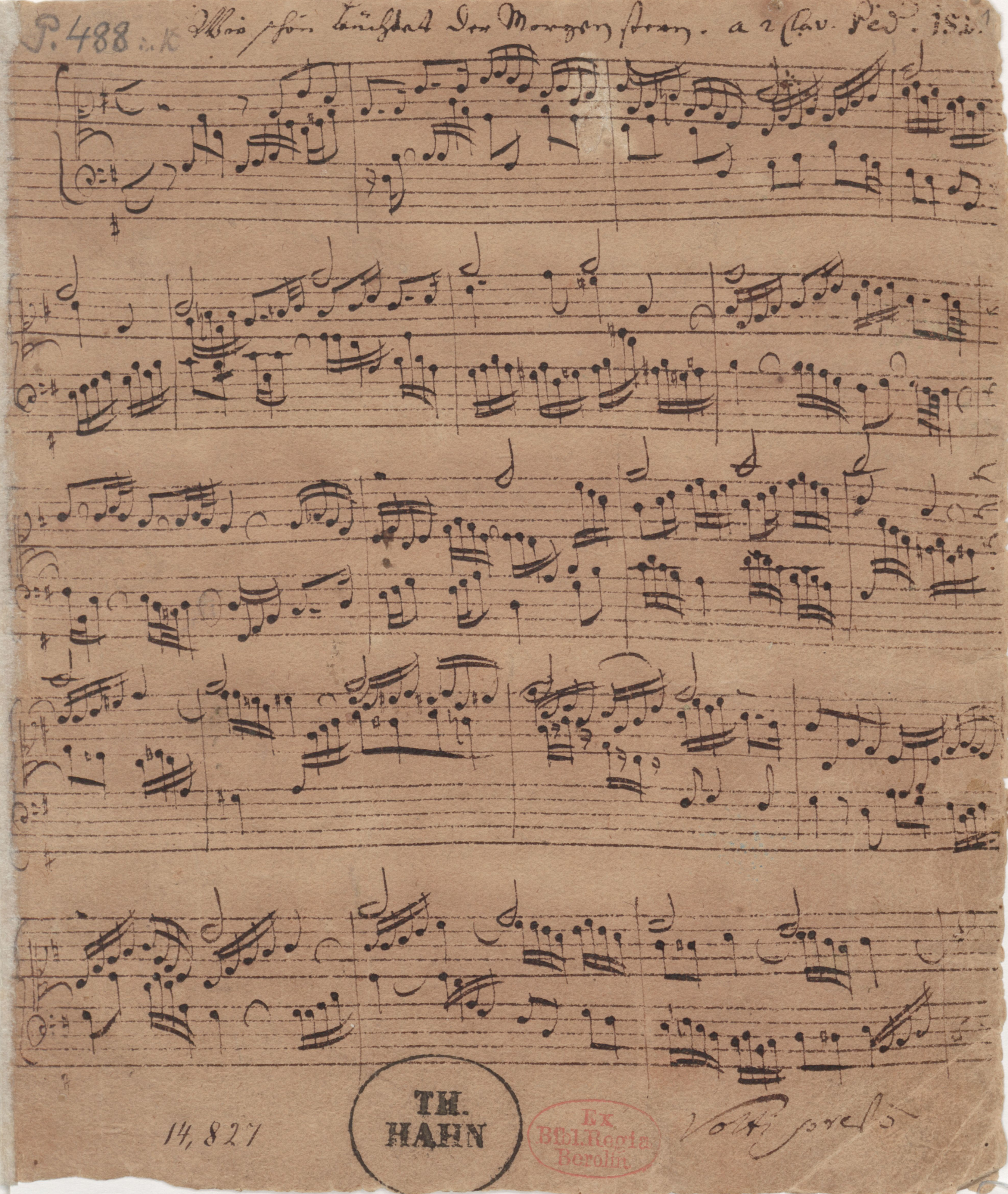
Manuscrit autographe du prélude de choral Wie schön leuchtet der Morgenstern de J.-S. Bach, BWV 739 (1705).

Un prélude de choral (souvent abrégé en « choral ») est une pièce musicale pour orgue destinée à la liturgie protestante, et fondée sur un choral auquel il peut servir d'introduction ou de commentaire instrumental.
Cette forme fut très usitée en Allemagne pendant la période baroque, avec des variantes :
- choral harmonisé : d'écriture verticale (en accords) avec quelques éléments d'écriture contrapuntique (horizontale)...
- choral fugué : avec sujet, contre-sujet, stretto, divertissement... (comme dans une fugue)
- choral figuré : avec d'importants éléments de contrepoint en imitation
- choral orné : avec appoggiatures, notes de passage, il est plus mélodique...
- choral varié : fantaisie chorale, mélange avec d'autres formes...

Ces différentes versions ont été particulièrement illustrées par les nombreux préludes de choral de Johann Sebastian Bach, dont les quarante-six de l’Orgelbüchlein.

## Référence
- Walter Blankenburg, Le choral pour orgue, in Science de la Musique, dir. Marc Honegger, Paris, Bordas, 1976, p. 198.